# Potthastia
Potthastia (лат.) — род комаров-звонцов из подсемейства Diamesinae.

## Описание
Коричневые и тёмно-коричневые комары длиной тела 3,5—5 мм. Глаза без волосков. Усики 14-члениковые с пучками светлых щетинок. На последнем, слегка расширенном, членике находятся субапикальные 1—2 щетинки. Максилярные щупики состоят их четырёх члеников. На втором членике кольцевой орган отсутствует. Наличиник с немногочисленными щетинками. По середине среднеспинки имеется выемка. Крылья прозрачные, пятнистость заметна лишь при большом увеличении. Радиальные жилки R1 и R2+3 сближены. Пульвиллы на лапках едва заметны, эмподий короче коготка. Вершина коготка с несколькими зубчиками.
Куколка сероватая длиной 4—7 мм. Брюшко покрыто многочисленными шипиками. Брюшные сегменты по переднему краю с тёмной поперечной полосой.
Личинка серовато-белой окраски, длиной 10-11 мм. Усики 5-члениковые. Первый членик с двумя кольцевыми органами.

## Экология
Личинки преимущественно реофильные, развиваются ручьях и крупных реках. Личинки Potthastia longimana встречаются также в озёрах.

## Кариотип
В диплоидном наборе восемь пар хромосом, из которых шесть метацентрические и две акроцентрические.

## Классификация
В состав включает семь видов:
- Potthastia dominicii Moubayed-Breil & Orsini, 2016
- Potthastia gaedii (Meigen, 1838)
- Potthastia giudicellii Moubayed-Breil & Orsini, 2016
- Potthastia longimana (Kieffer, 1922)
- Potthastia montium (Edwards, 1929) = syn. Potthastia iberica Serra-Tosio, 1971[5]
- Potthastia pastoris (Edwards, 1933)
- Potthastia valserina Moubayed-Breil, 2016

## Распространение
Представители рода встречаются Голарктике.